# Пострезорбційне насичення
Пострезорбці́йне наси́чення (обмінне, вторинне) формується після того, як продукти гідролізу поживні речовин потрапляють у кров.
Для його пояснення можуть бути залучені гіпотези: глюкостатічна, аміноацідостатична, ліпостатична і термостатична.